# カブール (フランス)
カブール （Cabourg）は、フランス、ノルマンディー地域圏、カルヴァドス県のコミューン。

## 地理
カーンとドーヴィルの間にある、ノルマンディー海岸の町である。ペイ・ドージュ地方（fr、ノルマンディーの自然区分）の海の玄関でもある。

## 由来
1077年、ラテン語化された地名はCadburgusまたはCathburgusであった。カブールとは古英語のbuth（町を意味する。フランス語でbourg）に基づいており、既に古くから存在していた。アングロ・スカンディナヴィア人が移住した10世紀、または5世紀から6世紀にバイユー周辺にサクソン人が定住した際に既に付いた名であるとする。ノルマンディーにはCabourg、Cabourt、Cabourという名の地名が数箇所あった。

## 歴史

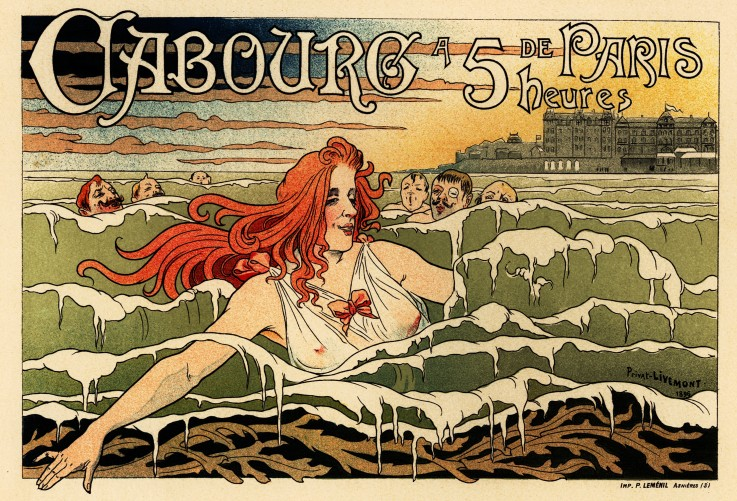
カブールのカジノを描いたアンリ・プリヴァ＝リヴマンのリトグラフ、1897年

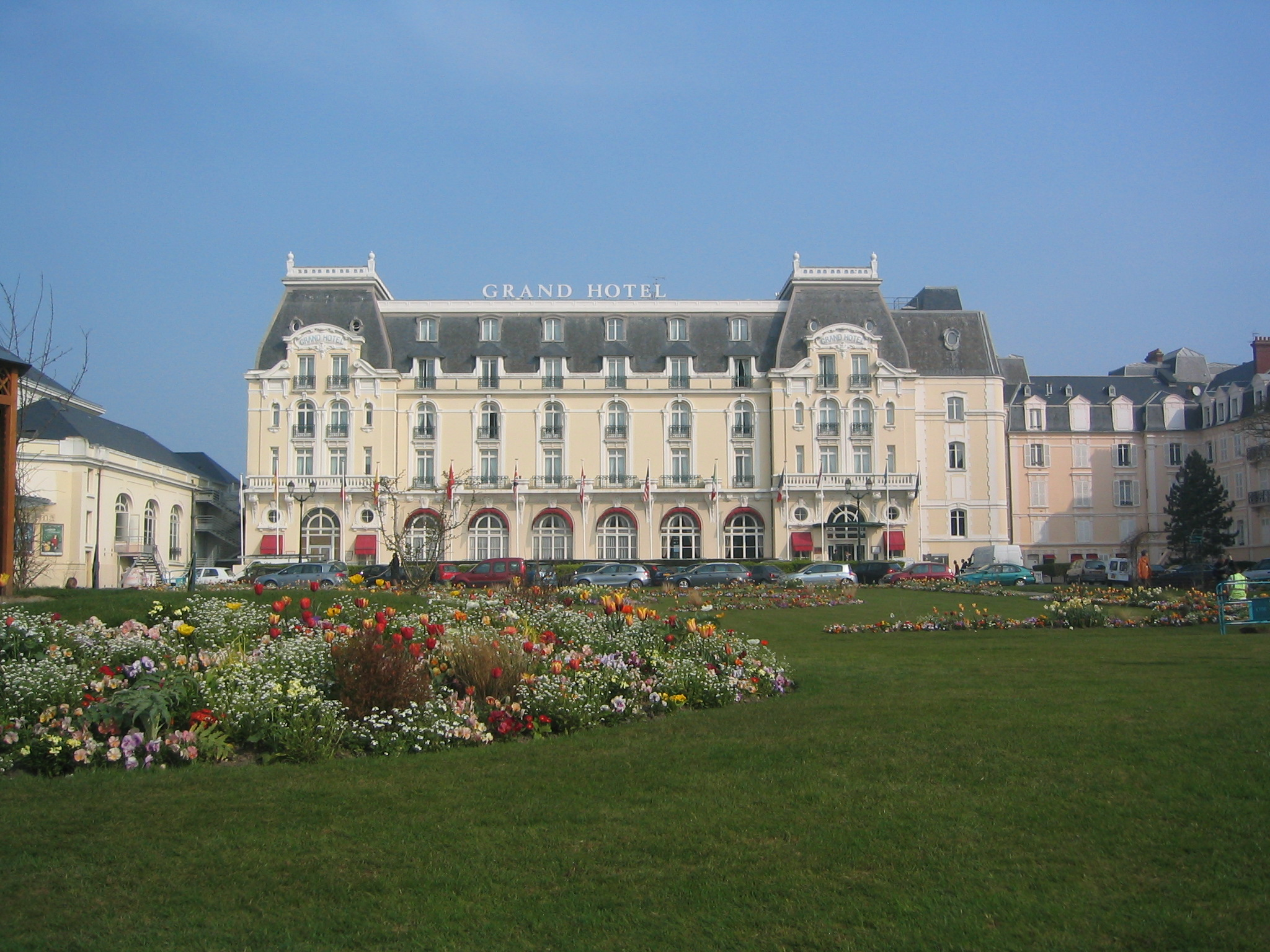
グラン・オテル

1793年のカブールは、人口165人にすぎなかった。コミューンは主として、ディヴェット川と合流する北、ディーヴ川近くで発展した。居住地は2つの軸にそってなされた。ひとつは川と平行になった土地、カーンからディーヴ川に向かう道路の南である。教会は南西に他から孤立して建っていた。コミューンの北にある砂丘地帯は無人だった。19世紀から人口が堅調に伸び、1866人には718人となった。
パリの弁護士で実業家のアンリ・デュラン・モリンボーは、1850年代に小さな漁村の近くに海辺のリゾート地をつくろうと決めた。これによって、資本金12万フランで彼はスパの会社をつくった。彼は海との境にある砂丘地帯や草地を購入した。彼は建築家に市街を設計させた。グレコ・ローマ劇場の名残をとどめる同心円から放射線状に広がるプランが選ばれた。大通りはすべて中央の広場に集中し、そこにはカジノが建てられた。1854年9月にカジノが完成し、その通りには何百本もの樹木が植栽された。しかし財源は急速に、駅による鉄道サービスがないことに苦しめられるようになった。
1861年、グラン・オテルが海沿いに完成した。1879年、パリからの接続が可能なディーヴ＝カブール駅が開業した。1882年から1884年の間にドーヴィルへもつながった。
1870年代の短期間の人口減少の後、流行の海辺のリゾート地となったかつての漁村で急速に人口が増加した。1946年には3,479人に達した。1950年代に急速な人口減少に転じたが、観光政策が促進された1970年代から復調した。

## ゆかりの著名人
- マルセル・プルースト - 1907年から1914年まで、毎夏グラン・オテルに滞在していた。カブールを、『失われた時を求めて』に登場するバルベックの町のモデルとした。

## 姉妹都市
- アトランティック・シティ、アメリカ合衆国
- バート・ホンブルク・フォア・デア・ヘーエ、ドイツ
- サルコム、イギリス
- スパ、ベルギー
- マイルホーフェン、オーストリア
- コワール、スイス
- モンドルフ＝レ＝バン、ルクセンブルク
- テッラチーナ、イタリア
- ユールマラ、ラトビア
- ブロモント、カナダ
- ウッソイエ、セネガル
- カストロ・ウルディアレス、スペイン